# Corine Sombrun
Corine Sombrun (Draguignan, 1961) è una scrittrice ed etnomusicologa francese, nativa della Francia.

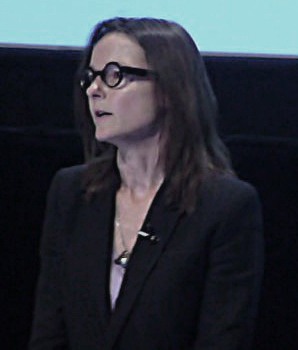
Corine Sombrun

Autrice, scrittrice di viaggi autobiografici, etnomusicologa, esperta dello sciamanesimo del popolo mongolo, è stata soggetto e coautrice della ricerca scientifica sulla trance sciamanica.

## Biografia
Trascorsa la prima infanzia con la famiglia nella capitale del Burkina Faso, si trasferì in Francia per studiare musicologia e pianoforte, divenendo compositrice.
Nel 1999, a seguito della morte del partner a causa di un cancro, si stabilì a Londra, dove, all'inaugurazione di una mostra, incontrò il pittore Francisco Montes, uno sciamano che la invita al suo centro Sachamama nel Paese di origine, il Perù.
Nel 2001, realizzò per BBC World Service un documentario sulle tradizioni sciamaniche della Mongolia settentrionale. Qui ebbe la prima esperienza dello stato di trance, indotta dallo sciamano Balgir mediante la percussione di un tamburo. Accortasi di avere un potenziale nell'ambito sciamanico che però non rusciva ancora a gestire a livello coscienteconcetra, negli otto anni successivi ritornò regolarmente in Mongolia per seguire gli insegnamenti di Enkhetuya, uno sciamano di etnia tsaatan, la cui vita viene raccontata nel libro Les Esprits de la steppe.
Nel 2005, incontrò nel Nuovo Messico Harlyn Geronimo, pronipote del guerriero Apache Geronimo, dedito all'arte medica, col quale raccolse il materiale per il suo successivo libro intitolato Sur les pas de Geronimo. Col brasiliano Almir Narayamoga, capotribù dei Paiter Surui, firmò nel 2015 il libro Sauver la planète : Le message d'un chef indien d'Amazonie, racconto della lotta per preservazione della foresta pluviale amazzonica.

## Studi della trance sciamanica in laboratorio
La sua esperienza di trance e la sua capacità di indurla per volontà interessano alcuni scienziati. Collabora dal 2006 con lo scienziato Pierre Etevenon, direttore emerito dell'Istituto Nazionale di Sanità e Ricerca Medicale (NSERM), che in precedenza aveva concentrato i propri studi sugli effetti indotti da uno stato di coscienza alterato (EMC) sul tracciato elettroencefalografico (EEG). Successivamente, collaborò con il Professor Pierre Flor-Henry, neuropsichiatra e ricercatore presso l'Ospedale Alberta di Edmonton, in Canada, al fine di scoprire i meccanismi fisiologici correlati a questo stato di coscienza consapevolmente modificato, e il suo effetto sul funzionamento degli emisferi cerebrali. I primi risultati, ottenuti dall'analisi EEG quantitativa sotto la direzione del professor Flor-Henry, hanno mostrato che questa trance sciamanica ha modificato efficacemente i circuiti della funzione cerebrale. A tali risultati seguì la stesura del primo protocollo clinico di ricerca sulla trance sciamanica mongola, noto nell'ambito delle neuroscienze. Due anni dopo, firmò con Pierre Flor-Henry e Yakov Shapiro, lo studio EEG sulla trance sciamanica, per il quale aveva personalmente partecipato all'ospedale Alberta..
Poiché una serie di impedimenti pratici -come i cavi elettrici di collegamento fra l'EEG e lo strumento musicale- impedivano di registrare l'EEG di uno stato di trance indotto dal suono del tamburo, iniziò provando (senza successo) ad ascoltare il suono del tamburo nella sua testa finché riuscì ad indurre la trance, riproducendo deliberatamente i tremori indotti dalla trance normale. Si affidò al battito di mani di un assistente per rivegliarsi dallo stato di trance dopo un tempo prefissato, limitando gli esperimenti agli stati di trance leggera, considerato che i segnali elettromiografici significativamente più intensi dei segnali neurali tendono a mascherare la traccia dell'attività cerebrale e richiedono una pulizia del segnale, che è impossibile per quelli più intensi.
Mentre l'EEG risultava perfettamente normale al di fuori dallo stato di trance, i ricercatori notarono somiglianze coi tracciati dei tre gruppi di controllo, selezionati fra pazienti affetti da patologie psichiatriche, avvisandola dell'esistenza di un rischio di "cronicizzazione" di tale stato di trance, in modo simile a quanto accadeva per le paotlogie prese in esame. Nelle tradizioni sciamaniche, l'addestramento è teso a fornire l'autocontrollo, la capacità di entrare e di uscire dallo stato di trance a piacimento, senza conseguenze psicofisiche ivisibili. Questa capacità fu il fatto più sorprendente per i ricercatori.
Una volta risveglitasi, Corine Sombrun riferì che lo sciamano Balgir le disse di aver impiegato 2 ore per portarla fuori dallo stato di trance, fatto che lei interpretò nel senso che non solo gli sciamani hanno la possibilità di uscire dagli stati psichici che la medicina psichiatrica occidentale classifica come patologie cerebrali, somiglianti al tracciato di uno stato di trance sciamanica, ma anche che avrebbe la capacità di indurre tali stati in altre persone. Inoltre, in termini di neuroplasticità, la pratica della trance protratta per un arco di tempo lungo 25-30 anni, fa sì che gli sciamani mongoli spesso diventino in grado di ottenere le stesse percezioni in uno stato di veglia cosciente, eliminando la necessità di entrare in trance.

## Altre ricerche
Mentre ascoltava il programma Autour de la question di Radio France Internationale, Corine Sombrun rimase colpita dal ritmo di alcune percussioni di batteria che le sembravano potenzialmente in grado di scatenare uno stato di trance. Insieme al ricercatore Elie Desmond-Le Quéméne tentò di modellare i loop sonori ripetuti ciclicamente, e di riprodurli a dicembre del 2015 durante lo stage "Transe and Création" presso l'École Supérieure des Beaux-Arts di Nantes Métropole, ottenendo il risultato di far entrare in trance 16 dei 20 partecipanti.

## Nell'arte
Nel 2009 uscì nelle sale il lungometraggio Un monde plus grand del regista Fabienne Berthaud, nel quale Cécile de France interpreta il ruolo della protagonista Corine Sombrun.
A gennaio del 2014, il fumettista belga Benoît Sokal dedicò alla storia di Corine Sombrun un episodio della trilogia Kraa, intitolato La colère blanche de l'orage.

### Riferimenti
1. ↑   En Sol majeur, entretien avec Pierre-Edouard Deldique.
2. ↑   Corine Sombrun, Journal d'une apprentie chamane, Pocket, 2003, ISBN 2-266-12950-3, OCLC 469882525.
3. ↑   Francisco Montes, su jardinsachamama.com.
4. ↑   Jardin Sachamama - jardin ethnobotanique - Pérou, su jardinsachamama.com.
5. ↑   Partir avec… Corine Sombrun, histoire d'une métamorphose.
6. ↑   Biographie de Pierre Etevenon, su Société des gens de lettres.
7. ↑  (EN) P. Etevenon, A History of States of Consciousness and Research on Meditation (PDF), in Human Cognitive Neurophysiology, 3, n. 1, 2010,  pp. 7,10.
8. ↑   Corine Sombrun - Du chamanisme aux neurosciences.
9. ↑   Corine Sombrun - La transe chamanique, capacité du cerveau?, su tedxparis.com. URL consultato il 20 ottobre 2019 (archiviato dall'url originale il 23 marzo 2015).
10. ↑   Pierre Flor-Henry, Yakov Shapiro e Corine Sombrun, Brain changes during a shamanic trance: Altered modes of consciousness, hemispheric laterality, and systemic psychobiology (PDF), in Cogent Psychology, vol. 4, n. 1, 2017, DOI:10.1080/23311908.2017.1313522.
11. ↑   Entretien avec Lilou Macé.
12. 1 2 3   Entretien avec Nice Future 5., a partire ai minuti 19:48, 22:18, 26:00, 27:45.
13. ↑   EEG - Description des artefacts, su samuelboudet.com.
14. ↑   Puntata del programma "Autour de la question"., dal minuto 13:57.
15. ↑  Editore Casterman, gennaio 2014, EAN 9782203050570.